# Interestatal 40 (Arizona)
La Interestatal 40 (abreviada I-40) es una autopista interestatal ubicada en el estado de Arizona. La autopista inicia en el oeste desde la I 40  en la frontera con California hacia el este en la I 40  en la frontera con Nuevo México. La autopista tiene una longitud de 577,9 km (359.11 mi).

## Mantenimiento
Al igual que las carreteras estatales, las carreteras federales, la Interestatal 40 es administrada y mantenida por el Departamento de Transporte de Arizona por sus siglas en inglés ADOT.

## Cruces
La Interestatal 40 es atravesada principalmente por la  US 93     en Kingman
 I 17     en Flagstaff
 US 89  US 180   en Flagstaff
 US 180     en Holbrook
 US 191     en Sanders.